# Metazygia bolivia
Metazygia bolivia är en spindelart som beskrevs av Levi 1995. Metazygia bolivia ingår i släktet Metazygia och familjen hjulspindlar.
Artens utbredningsområde är Bolivia. Inga underarter finns listade i Catalogue of Life.